# Esclavitud en la Nueva España

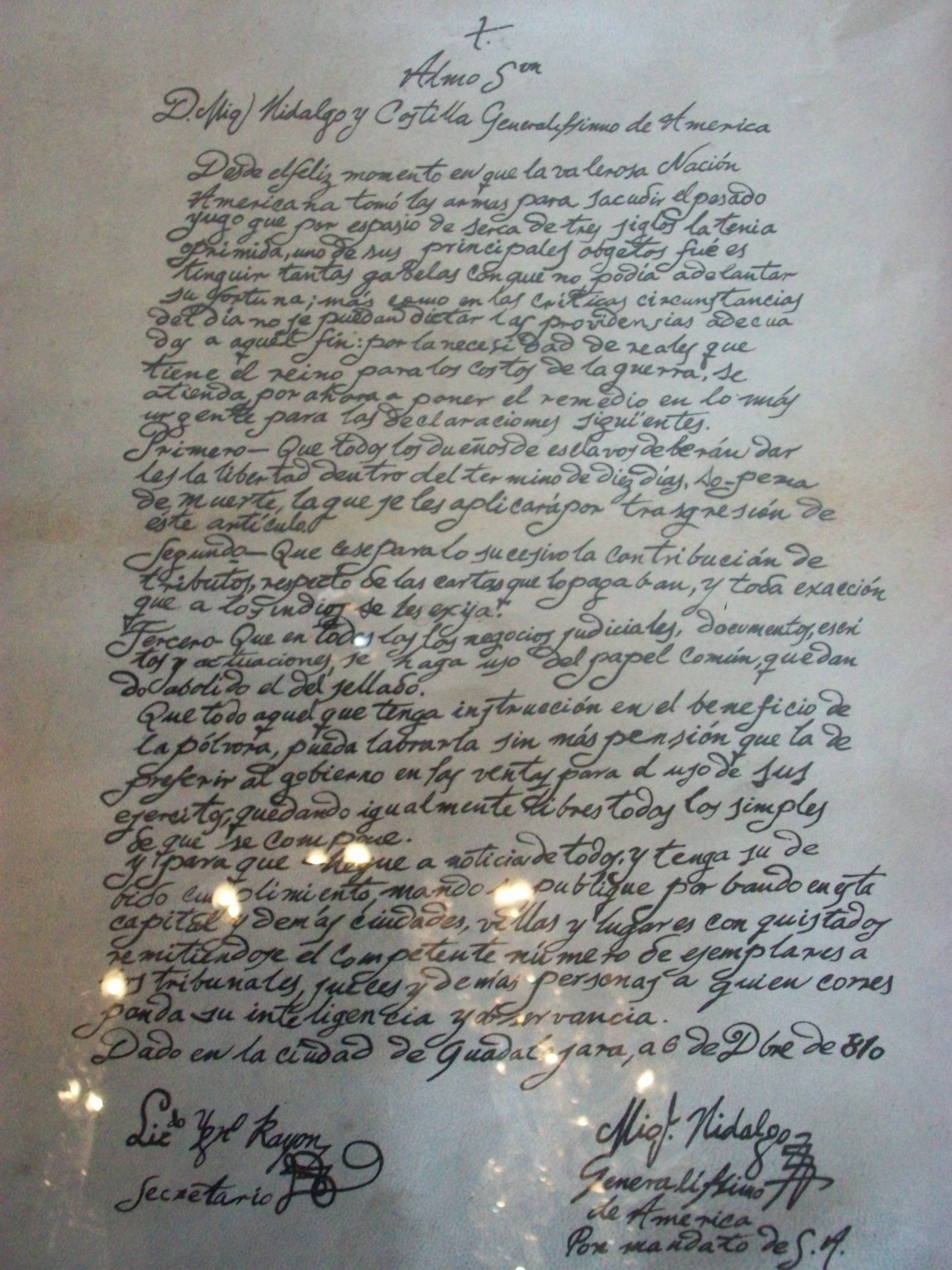
Copia en piel del original del bando de Miguel Hidalgo y Costilla aboliendo la esclavitud en América

La esclavitud en la Nueva España estuvo basada principalmente en la importación de esclavos de África para trabajar  en los enormes cultivos, ranchos o zonas mineras del virreinato, pues según el razonamiento de la época, su condición física los hacía aptos para trabajar en zonas cálidas.
En 1517 Carlos V estableció un sistema de concesiones por el cual sus súbditos de América podían usar esclavos, con lo que comenzó el negocio de esclavos. Cuando los españoles se establecieron en Nueva España traían consigo algunos trabajadores en calidad de esclavos. Por su parte, los frailes dominicos que llegaron a América, denunciaron la condición de esclavos en la que vivían los nativos. Además, al igual que obispos de otras órdenes, se opusieron al trato injusto e ilegal ante la audiencia del rey español y en la Comisión Real posteriormente.
Las Leyes Nuevas españolas prohibieron la esclavitud de las poblaciones indígenas en 1542 y dichas fueron aplicadas de manera férrea en todo el imperio español incluyendo lo que hoy es México, llegando incluso a condenar y ejecutar a muerte a los que se negaron a aplicarlas.[cita requerida]
Una bula promulgada por el Papa Urbano VIII el 22 de abril de 1639 prohibió la esclavitud en los territorios de España y Portugal en América. La medida fue aprobada por el Rey de España Felipe IV sobre los indígenas, pero permitió la esclavitud de los esclavos africanos.[cita requerida] Muchos de estos esclavos, conocidos como Cimarrones consiguieron su libertad al escaparse y refugiarse en las montañas de Córdoba, Orizaba y Xalapa del estado de Veracruz. Así, en 1630 se funda "San Lorenzo de los Negros", cerca de Córdoba Veracruz. Casi doscientos años antes de la Independencia de México y de la abolición de esclavitud, un pueblo de negros cimarrones logra constituir uno de los primeros municipios libres de América del Norte.

## Esclavitud en los indígenas
La conquista originó en los primeros casos de esclavitud, debido a la ley de los españoles. Antes de internarse la hueste de Hernán Cortés en Colhuacan, los soldados pidieron a la corona desde Veracruz que para el servicio y sustento de sus tropas se les permitiese el envío de esclavos de España. Preveían que por ser la tierra que iban a conquistar larga y de mucha gente, algunos caciques no querrían venir al conocimiento de la fe católica ni a la servidumbre del rey y darían guerra, en cuyo caso pedían que sojuzgados por la fuerza,  se pudiesen dar y repartir esclavos "como se acostumbra a hacer en tierra de infieles pues es cosa muy justa"
Los colonos españoles adquirían esclavos indígenas en Nueva España, de la misma manera que lo hacían en las Antillas. Los adquirían principalmente de dos formas: el cautiverio de aquellos que habían sido vencidos en la guerra, y el rescate de los reducidos a servidumbre por los propios indios. En el primer caso, la esclavitud se imponía a personas que antes de la llegada de los españoles podían haber sido libres. En el segundo, se prolongaba la servidumbre antigua, sustituyendo sus rasgos por los del derecho europeo. Los esclavos podían ser objeto de comercio en el régimen español y para salvaguardar la propiedad del amo, eran herrados en el rostro o en el cuerpo. Legalmente y en la práctica su condición era más desventajosa que la de los indígenas libres.
Según las leyes de Burgos, promulgadas en 1512, se abolió definitivamente la esclavitud de los indígenas. No obstante, algunas personas, como Cristóbal Colón, intentaron saltarse estas leyes y fueron juzgados y encarcelados.
Posteriormente en 1542 las Leyes Nuevas del Imperio español prohibieron definitivamente la esclavitud de los pueblos indígenas y se aplicaron de manera férrea en todos los territorios incluyendo lo que hoy es México. Esto generó una escasez de mano de obra.

## Los esclavos africanos

Esclavos desembarcados en México por país desde 1450 hasta 1810

Los mayores comerciantes de esclavos en territorio mexicano fueron los portugueses y los ingleses.

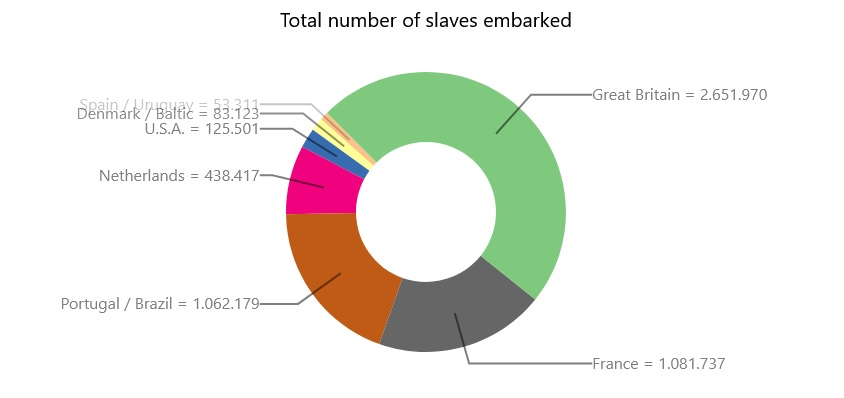
Esclavos embarcados hacia América desde 1450 hasta 1800 por país

Los países que controlaban el mercado transatlántico de esclavos en términos de número de esclavos embarcados eran: Reino Unido, Portugal y Francia. 

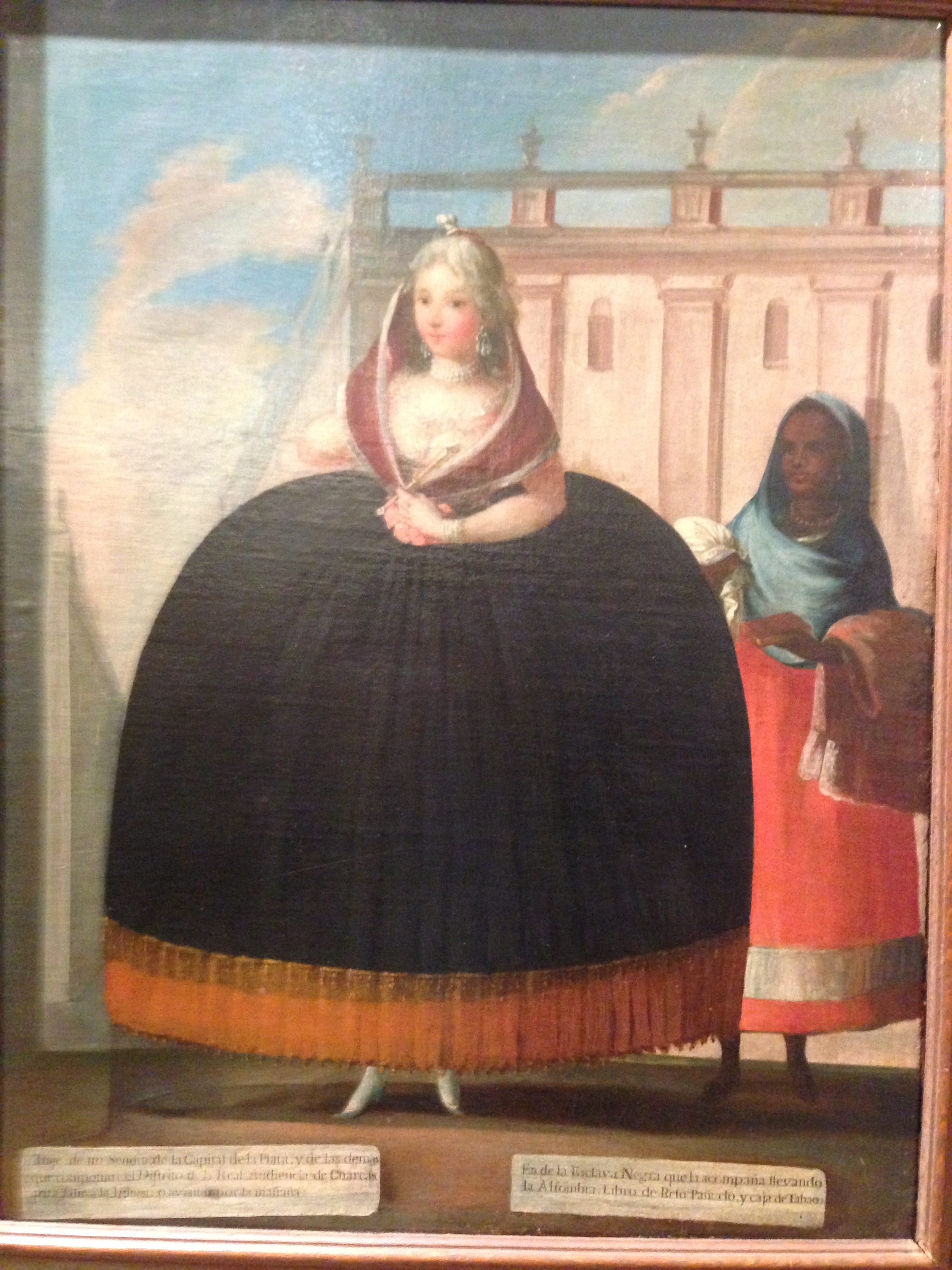
En este cuadro se observa una esclava africana de servicio doméstico. Imagen tomada del Museo Soumaya de la Ciudad de México

Además de los indígenas y los españoles, los africanos constituyen la tercera raíz de la sociedad mestiza de México y que tiene su origen en Nueva España. Los intercambios comerciales internacionales de aquel periodo no se reducían solo a productos, sino también incluyeron a los propios humanos. África se convirtió en el continente abastecedor de esclavos para el mundo. Fue así que la población africana llegó a Nueva España en calidad de esclava para ser empleada en los trabajos más pesados, ante la reducción de la población indígena producida por las catástrofes demográficas, la extracción de personas de África en calidad de esclavos también contribuyó a una de las catástrofes registradas en la historia moderna si consideramos que de los millones de personas que salieron de África como esclavos, muchos de ellos morirían en el trayecto por las condiciones inhumanas en las que eran trasladados y los que lograban sobrevivir eran obligados a realizar trabajos pesados en la agricultura y la ganadería en las mismas condiciones.
Los esclavos provenientes de África fueron vistos como una forma de resolver la demanda de trabajo. En 1521 los africanos en Nueva España no rebasaban la docena y ya para 1570 había cerca de 20 000; en 1646 ascendían a más de 35 000, aunque la población descendió y para 1810 eran alrededor de 10 000 individuos distribuidos principalmente en las costas y zonas tropicales. Fueron destinados a cultivos como el de la caña de azúcar. La esclavitud seguía siendo un fenómeno cuyas actividades redituaban grandes ganancias. 
Durante la segunda mitad del siglo XVII, el Galeón de Manila fue otra vía para la introducción en Nueva España de esclavos originarios de África. Esta población, trasladada desde Filipinas hasta el puerto de Acapulco, habría llegado al archipiélago a través de esclavistas holandeses y portugueses. En América, fueron empleados como mano de obra en las importantes explotaciones mineras novohispanas.
Esta práctica afectaba tanto a hombres (para las actividades en las que se requería mucha fuerza física), como a mujeres (para actividades de servicio doméstico, donde desempeñaban papeles de nodrizas, lavanderas, cocineras, o eran encargadas del cuidado personal de sus amos.
El Santo Oficio claramente disfrutó de una reputación entre los esclavos como una posible manera de salir de las condiciones severas en las que vivían. En ausencia de tribunales civiles eficaces donde se pudiera presentar una denuncia por malos tratos, los esclavos de Nueva España vieron la Inquisición como una vía para aliviar esta miserable situación.
Existían dos métodos principales de ofrecer protección judicial al esclavo en la Nueva España: 
- El primero era preventivo, y consistía en hacer visitas no anunciadas y esporádicas a un obraje para registrar si se cometían abusos en contra de la fuerza laboral, de los cuales los esclavos formaban una parte importante.
- El segundo método era de carácter punitivo, y se acontecía cuando los testigos o los propios esclavos denunciaban a su dueño, por maltrato ante el Santo Oficio o audiencia. Sin embargo, los casos de protección fueron muy raros durante todo el período virreinal.[10]

## El fin de la esclavitud

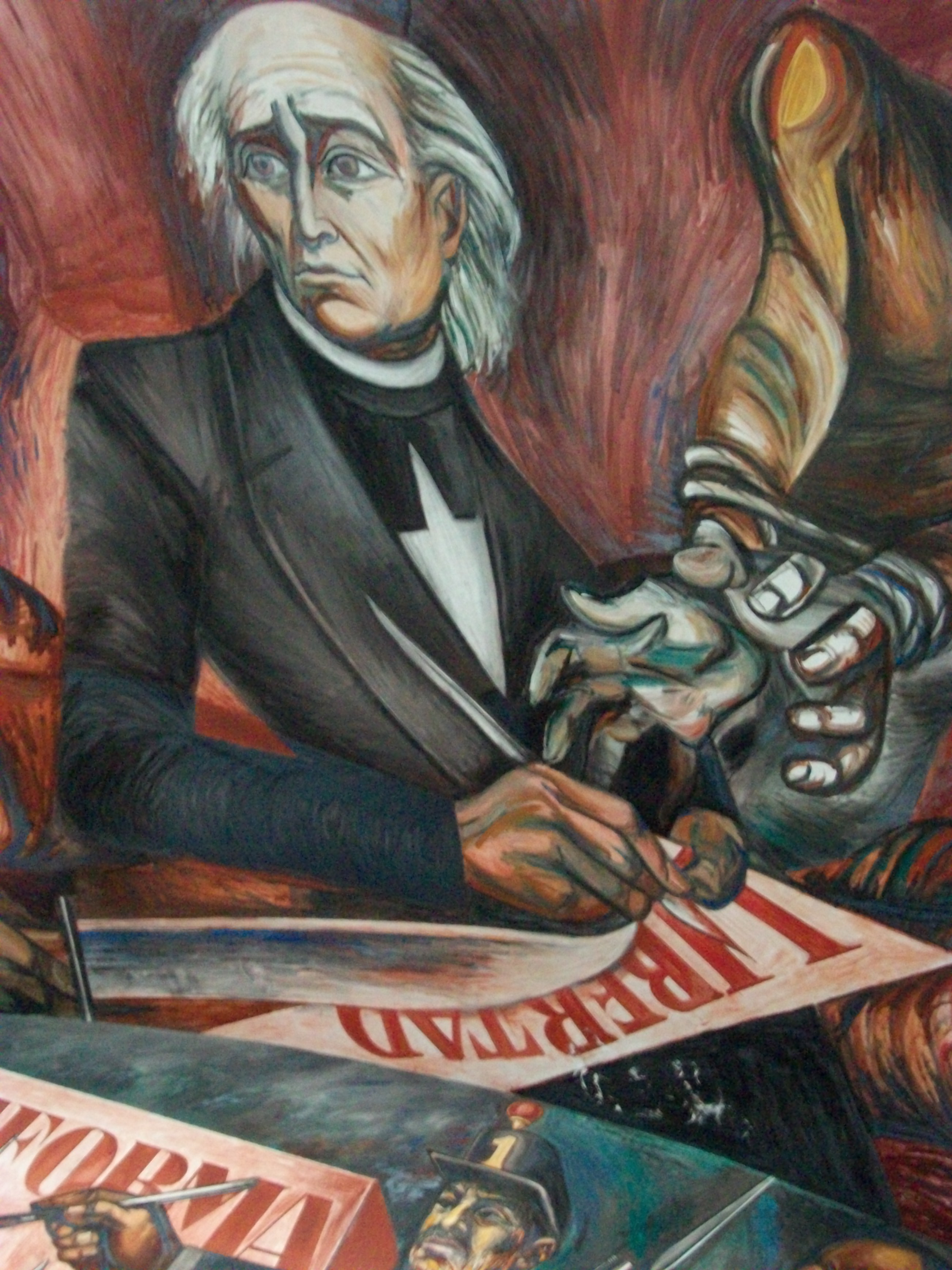
La gran legislacíon revolucionaria de José Clemente Orozco.

Las personas que se encontraran en calidad de "esclavo" podían comprar su libertad mediante la obtención de algún préstamo o a través de la liberación de sus amos antes de morir. También se suscitaron casos de esclavos que escapaban de sus amos, y para evitar ser recapturados buscaban refugio en zonas de difícil acceso para sus perseguidores, como selvas y montañas. Al aumentar el número de huidos surgieron pequeñas poblaciones que serán conocidas como palenques. A tales sitios empezaron a llegar esclavos liberados que temían ser nuevamente sojuzgados.
La abolición de la esclavitud fue parte del ideario de los insurgentes durante la guerra de la independencia de México, de tal suerte que por instrucciones de Miguel Hidalgo y Costilla esta disposición fue publicada por José María Anzorena el 19 de octubre de 1810 en Valladolid (hoy Morelia), por Ignacio López Rayón en Tlalpujahua el 24 de octubre de 1810, por José María Morelos a través del Bando del Aguacatillo el 17 de noviembre de 1810, y por el propio Miguel Hidalgo por un bando publicado en Guadalajara el 29 de noviembre de 1810, quien además publicó y mandó imprimir el decreto contra la esclavitud, las gabelas y el papel sellado el 6 de diciembre de 1810 desde el Palacio de la Real Audiencia en la misma plaza. Al morir Hidalgo, la abolición de la esclavitud fue ratificada por López Rayón en los Elementos constitucionales en abril de 1812 y por José María Morelos en los Sentimientos de la Nación en septiembre de 1813. Una vez consumada la independencia de México, los antiguos insurgentes Guadalupe Victoria y Vicente Guerrero ratificaron la abolición de la esclavitud mediante decretos presidenciales, respectivamente durante sus mandatos, los días 16 de septiembre de 1825 y 15 de septiembre de 1829.